# César Rodríguez Álvarez
César Rodríguez Álvarez (Lleó, Espanya, 6 de juliol del 1920 - Barcelona, Catalunya, 1995) va ser un futbolista lleonès dels anys quaranta i cinquanta que va destacar especialment a les files del FC Barcelona. El seu germà Ricardo Rodríguez Álvarez, Calo també fou futbolista.

## Carrera esportiva
Era conegut com El Pelucas. César va jugar com a davanter centre al Barça durant 17 temporades, entre 1939 i 1956, i va marcar un total de 232 gols en partits oficials, fet que el va convertir en el màxim golejador en partits oficials del FC Barcelona en tota la seva història, fins que el dia 20 de març de 2012 Lionel Messi el va rellevar al capdavant d'aquesta classificació. És el dissetè jugador que més vegades ha vestit la samarreta blaugrana, amb un total de 448 partits oficials. Davanter de gran classe, destacava per la seva rapidesa, la seva habilitat per a xutar amb ambdós peus, i el seu olfacte golejador, que el van distingir com un dels millors golejadors espanyols de tots els temps.
Va ser fitxat pel club català el 1939, una vegada acabada la Guerra Civil espanyola, del seu club d'origen, el "SEU de León". Però el 1940 va haver de complir el servei militar obligatori a Granada, i va ser cedit pel Barcelona al club de la ciutat durant un any. César va dur al Granada a proclamar-se campió de la segona divisió espanyola i a ascendir a primera divisió per primera vegada a la seva història.
En tornar a Barcelona, el 1941, es va guanyar la samarreta amb el número 9 de titular, que va lluir durant 15 temporades consecutives, col·laborant amb els seus més de tres-cents gols que el FC Barcelona guanyés cinc Lligues, tres Copes d'Espanya i dues Copes Llatines.
A la temporada 1948-1949 va marcar 28 gols, amb els quals va guanyar el Trofeu Pitxitxi al màxim golejador de la Lliga espanyola de futbol.
Va abandonar el FC Barcelona el 1956 i va tornar a la seva ciutat natal per a jugar al Cultural Leonesa. Posteriorment, jugaria també al Perpinyà. Va acabar la seva carrera professional a l'Elx CF, equip del qual també va ser entrenador.
Entre 1963 i 1964 també va ser entrenador del FC Barcelona, el qual va dirigir durant 85 partits.
Va morir a Barcelona l'1 de març de 1995. És enterrat al Cementiri de les Corts de la ciutat, en el nínxol número 2.767: a la làpida, de la família Rodríguez – Revillo, hi diu “César”, amb una imatge del futbolista i l'escut del FC Barcelona.

## Selecció espanyola
Va disputar un total de 12 partits amb la selecció espanyola entre 1945 i 1952, als quals va marcar sis gols. Va jugar quatre vegades contra Portugal, tres contra Irlanda, i un contra Alemanya, Itàlia, Bèlgica, Suïssa i Turquia. El balanç va ser de sis partits guanyats, tres empatats i tres perduts.

## Clubs
- SEU de León
- FC Barcelona: 1938 a 1939
- CE Sabadell: 1939 a 1940
- Granada CF: 1940 a 1941
- FC Barcelona: 1941 a 1956
- Cultural Leonesa: 1956
- Perpinyà FC
- Elx CF

## Palmarès

### Campionats estatals
- 5 lligues: 1945, 1948, 1949, 1952, 1953 amb el FC Barcelona.
- 4 Copes d'Espanya: 1944,1951, 1952, 1953 amb el FC Barcelona.
- 1 Copa d'Or Argentina: 1945 amb el FC Barcelona.
- 3 Copa Eva Duarte de Perón: 1948, 1952, 1953 amb el FC Barcelona.

### Campionats Internacionals
- 2 Copa Llatina: 1949, 1952 amb el FC Barcelona.

### Individuals
- 1 Trofeu Pitxitxi, a la temporada 1948-1949, al màxim golejador de la Lliga espanyola de futbol, pels seus 28 gols marcats.